# Pteris cryptogrammoides
Pteris cryptogrammoides är en kantbräkenväxtart som beskrevs av Ren-Chang Ching. Pteris cryptogrammoides ingår i släktet Pteris och familjen Pteridaceae. Inga underarter finns listade.